# لانگ‌فلو (پنسیلوانیا)
لانگ‌فلو (به انگلیسی: Longfellow) یک منطقهٔ مسکونی در ایالات متحده آمریکا است که در شهرستان میفلن، پنسیلوانیا واقع شده‌است. لانگ‌فلو ۲۱۵ نفر جمعیت دارد.